# Annona calophylla
Annona calophylla är en kirimojaväxtart som beskrevs av Robert Elias Fries. Annona calophylla ingår i släktet annonor, och familjen kirimojaväxter. Inga underarter finns listade i Catalogue of Life.